# Saúl Berjón
Saúl Berjón Pérez (Oviedo, 24 maggio 1986) è un ex calciatore spagnolo, di ruolo attaccante.

## Caratteristiche tecniche
Ala sinistra, può giocare nel medesimo ruolo sulla fascia destra.

## Carriera
Nell'estate del 2010 il Barcellona B paga 300.000 euro per prelevarlo dal Las Palmas.